# Imru Haile Selassie

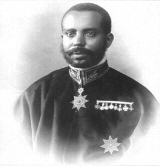
Ras Imru um 1930

Leul Ras Haile Selassie Imru (* 23. November 1892 in Gursum; † 15. August 1980 in Addis Abeba) war ein äthiopischer Adeliger und Diplomat.

## Biografie
Ras Imru, auch transkribiert als Imeru, war der Sohn Woizero Ehete Maryams, der Nichte von Ras Makonnen. Imru und Tafari Makonnen (später Haile Selassie) waren Kindheitsfreunde und wurden zusammen erzogen und im Alter von sieben Jahren in Altäthiopisch und Amharisch gebildet.
Imru entstammte dem äthiopischen Herrscherhaus und erhielt 1909 den militärischen Titel eines Befehlshaber des linken Flügels der kaiserlichen Truppen (Gerazmach) und dann 1911 Kniazmach. 1917 wurde er Befehlshaber der Truppen an der Tür des kaiserlichen Zelts (Dejazmach) und erhielt 1932 mit dem Titel Ras den höchsten Titel eines Militärführers, den nur der Kaiser verleihen konnte.
Als sich die Niederlage Äthiopiens im Italienisch-Äthiopischen Krieg abzeichnete, floh Kaiser Haile Selassie am 2. Mai 1936 nach Europa. Imru, der von ihm zum Regenten des Landes ernannt worden war, zog sich nach dem Fall der Hauptstadt Addis Abeba (5. Mai) in den Süden des Landes zurück. Am 19. Dezember 1936 musste er jedoch kapitulieren und geriet in italienische Gefangenschaft. Bis 1943 war er auf der Insel Ponza in Italien inhaftiert.
Nach seiner Rückkehr nach Äthiopien wurde er wieder als Ras an den kaiserlichen Hof geholt und war dann zwischen 1949 und 1953 Botschafter in den USA. 1954 wurde er mit dem Titel Leul Ras ausgezeichnet und erwarb damit das Recht auf die Anrede Hoheit. Im Anschluss war von 1954 bis 1959 Botschafter in Indien.
Sein Sohn Mikael Imru war ebenfalls Diplomat, Minister sowie von August bis September 1974 Premierminister.